# Menyhebédszalakusz
Menyhebédszalakusz (szlovákul Podhorany) község Szlovákiában, a Nyitrai kerületben, a Nyitrai járásban. Menyhe, Béd és Szalakusz települések egyesítésével jött létre, később Béd kivált belőle.

## Fekvése
Nyitrától 8 km-re, északra fekszik. Menyhén folyik át a Polocsán-patak.

## Nevének eredete
Menyhét a második zobori oklevél (1113) Mechina-ként, Szalakuszt pedig Solokusként tünteti fel. Az egykori településrészről Bédről csak 1235-ből maradt fenn az első írott említés.
A mai település Menyhéből és Szalakuszból áll, melyek Béddel együtt 1960-ban egyesültek, Béd azonban 2002-ben különvált. Mivel mindez a második világháború után történt értelemszerűen nincs hivatalos magyar névalakja. Mivel az elmúlt évtizedekben magyarsága drasztikusan lecsökkent az 534/2011 sz. szlovák kormányrendelet melléklete, sem előzményei nem vonatkoztak és vonatkoznak rá. A második világháború után Csehszlovákiában a jogfosztások ideje alatt a magyar nyelv használatát előbb betiltották, majd korlátozták. Az egyesített falut a források (nyomtatott sajtó) teljesen következetlenül használják a mai napig, néhol egybeírva, néhol a szlovák nevén, néhol csak az egyik településrészt feltüntetve, ami nem is csoda, hiszen hivatalosan ezt soha senki nem szabályozta.

## Története

### Menyhe
1113-ban a zobori apátság oklevelében "Mechina" néven említik először. A mai Menyhe területén a 12. században már temetővel övezett templom állt. A település a zobori bencés apátság uradalmához tartozott. Lakói főként mezőgazdasággal foglalkoztak. 1409-ben a nyitrai püspökség birtoka. A 15. század második felétől az elefánti Forgáchok és Apponyiak a birtokosai.
A 16. században a reformáció itt is tért hódított. Ebben az időben török portyák is egyre gyakrabban érték a vidéket. 1598-ban a mai község területén mintegy 500 lakos élt, 1601-ben már csak mintegy 300. A vidék 1663-64-ben rövid időre török uralom alá került. A 17. század második felétől a Habsburgellenes harcok vetették vissza a falu fejlődését. Ebben az időben Menyhének 33 háza és 44 családja volt. Birtokosai a Bartakovics és Jaklin családok, 1635-től a Keresztúriak, 1668-tól a Kohányiak voltak. A 18. században Mária Terézia és II. József reformjainak köszönhetően posztógyártó, porcelánkészítő és serfőző manufaktúrák működtek itt. 1715-ben Menyhén és Szalakuszon együtt mintegy 200-250 lakos élt, akik a mezőgazdaságon kívül főként szőlő- és gyümölcstermesztéssel foglalkoztak. 1828-ban Mehnyét 609-en lakták.
Vályi András szerint: "MENGE. vagy Menyhe, Mehnicze. Magyar falu Nyitra Várm. földes Urai Majthényi, és több Uraságok, lakosai többfélék, fekszik Szalakusznak szomszédságában, és annak filiája, határja meg lehetős."
Fényes Elek szerint: "Menyhe, magyar falu, Nyitra vármegyében, Ghimeshez nyugotra 1 mfdnyire: 519 kath., 41 zsidó lak. Van szőlőhegye, erdeje stb. F. u. Bartakovics. Ut. p. Nyitra."
Nyitra vármegye monográfiája szerint: "Menyhe, tiszta magyar község a Zobor északi oldalán. Lakosainak száma 413, vallásuk r. kath. Postája Szalakusz, táviró-hivatala Nagy-Appony, vasúti állomása Szomorfalu. Kath. temploma e század közepén épült. "Meczina" név alatt már a XII. század elején a zobori apátság birtoka volt. Későbbi földesura 1491-ben az Elefánthy család volt, mely az elefánti pálosoknak akkoriban földet és malmot adományozott. A XVII. század közepén a Keresztury család, azután a Bartakovich, Majthényi és gróf Sermage család."
A trianoni diktátumig Nyitra vármegye Nyitrai járásához tartozott.

### Szalakusz
1113-ban a zobori apátság oklevelében "Solokus" néven említik először. A település a zobori bencés apátság uradalmához tartozott. Lakói főként mezőgazdasággal foglalkoztak. 1275-ben a nyitrai királyi váruradalom faluja lett, majd a 15. századtól a nyitrai püspökségé volt.
A 16. században a reformáció itt is tért hódított. Ebben az időben török portyák is egyre gyakrabban érték a vidéket. 1598-ban a mai község területén mintegy 500 lakos élt, 1601-ben már csak mintegy 300. A vidék 1663-64-ben rövid időre török uralom alá került. A 17. század második felétől a Habsburgellenes harcok vetették vissza a falu fejlődését. Ebben az időben Szalakusznak 43 háza és 61 családja volt. Birtokosai a Bartakovics és Jaklin családok, 1635-től a Keresztúriak, 1668-tól a Kohányiak voltak. A 18. században Mária Terézia és II. József reformjainak köszönhetően posztógyártó, porcelánkészítő és serfőző manufaktúrák működtek itt. 1715-ben Menyhén és Szalakuszon együtt mintegy 200-250 lakos élt, akik a mezőgazdaságon kívül főként szőlő- és gyümölcstermesztéssel foglalkoztak. 1828-ban Szalakuszt 515-en lakták.
Vályi András szerint: "SZALAKUSZ. Elegyes falu Nyitra Várm. földes Urai Majthényi, és több Uraságok, lakosai katolikusok, határbéli földgye meglehetős."
Fényes Elek szerint: "Szalakuz, magyar falu, Nyitra vgyében, Nyitrától északkeletre 1 1/4 mfdnyire, 485 kath., 13 zsidó lak., kath. paroch. templommal, synagogával, kastéllyal és kerttel. Erdeje derék; bort termeszt; gyümölcse bőven. F. u. a Bartakovich család."
Nyitra vármegye monográfiája szerint: "Szalakusz, nyitravölgyi község a Zoborhegy északi oldalán, Béd és Menyhe között. Lakosainak száma 391, kik közt 73 magyar és 23 német van, a többi tót. Vallásuk r. kath. Postája van, táviró- és vasúti állomása Szomorfalu. Kath. templomát 1853-55 közt Bartakovich Béla egri érsek építtette. Volt itt egy másik templom is, mely 1736-ban a régi temetőben még fennállott, de azután romba dőlt. Egy elpusztult várkastélynak is megvannak még az alapfalai. Ez 1668 előtt Keresztury András birtokához tartozott és 1767-ben még fennállott. A faluban több régibb és ujabb nemesi kuria és urilak van. Az egyik Bartakovich Árpádé, a másik Kovách Józsefé, de ezt szintén a Bartakovich-család építtette és végre Kochanovszky Lászlóé. A község földesurai 1275-ben a nyitrai vár urai voltak, 1635-ben és később a Kereszturyak, 1668 után a Bartakovichok és Kochanovszkyak. A községben nyári menedékházat tartanak fenn, melyet a F. M. K. E. is segélyez."
A trianoni diktátumig Nyitra vármegye Nyitrai járásához tartozott.

## Népessége
| Év:            | 1994. | 2004.    | 2014.   | 2024.   |
| -------------- | ----- | -------- | ------- | ------- |
| Emberek száma: | 1400  | 1062     | 1095    | 1154    |
| Eltérés:       |       | -24,14 % | +3,10 % | +5,38 % |

| Év:            | 2023. | 2024.   |
| -------------- | ----- | ------- |
| Emberek száma: | 1168  | 1154    |
| Eltérés:       |       | -1,19 % |

1880-ban Menyhét 359 magyar és 29 szlovák anyanyelvű, Szalakuszt 125 magyar és 232 szlovák anyanyelvű lakta.
1890-ben Menyhén 388 magyar és 22 szlovák anyanyelvű, Szalakuszon 73 magyar és 294 szlovák anyanyelvű volt.
1900-ban Menyhét 462 magyar és 41 szlovák anyanyelvű, Szalakuszt 86 magyar és 374 szlovák anyanyelvű lakta.
1910-ben Menyhe 523 lakosából 492 magyar, 8 német, 6 szlovák és 17 egyéb anyanyelvű, míg Szalakusz 420 lakosából 246 szlovák, 161 magyar és 13 német anyanyelvű.
1919-ben Menyhe 552 lakosából 516 magyar és 36 csehszlovák; Szalakusz 414 lakosából 324 csehszlovák és 90 magyar.
1921-ben Menyhén 546 magyar és 39 csehszlovák, Szalakuszon 357 csehszlovák és 57 magyar volt.
1930-ban Menyhén 477 magyar és 107 csehszlovák, Szalakuszon 455 csehszlovák és 15 magyar volt.
1991-ben Menyhebédszalakusz 1476 lakosából 1232 szlovák és 239 magyar.
2001-ben az egyesített község 1395 lakosából 1256 szlovák és 123 magyar.
2011-ben 1078 lakosából 1022 szlovák és 35 magyar.
2021-ben 1085 lakosából 1039 szlovák, 30 (+17) magyar, 7 egyéb és 9 ismeretlen nemzetiségű.

## Neves személyek
- Szalakuszon született 1722-ben Bartakovics József Jezsuita rendi tanár.
- Szalakuszon született Bartakovics László (1762 körül – Szalakusz, 1814. augusztus 13.) író.[11]
- Szalakuszon született 1862-ben Franciscy Lajos katolikus pap, nyitrai kanonok, csehszlovákiai magyar politikus.
- Menyhén élt Staudt Csengeli Mihály (1907-1970) festő, restaurátor.
- A második világháború idején Schubert Gyula festőművész is felkereste Menyhét és alkotott itt.

## Nevezetességei
- Menyhe római katolikus temploma a 12. században épült román stílusban, 1794-ben bővítették.
- Szalakusz római katolikus temploma 1758-ban épült későbarokk stílusban, a 19. század második felében klasszicista stílusban építették át.
- Két klasszicista kúriája a 19. század elején épült.

## Néprajza
Menyhe ismert néprajzi gyűjtőhely. Menyhén gyűjtötte Kodály Zoltán 1909-ben az Akkor szép az erdő, mikor zöld, a Megkötöm lovamat és a Zöld erdőben, zöld mezőben lakik egy madár kezdetű magyar népdalokat. Nyelvjárási gyűjtést végzett 1902-ben Béden és Menyhén Atovich Ferenc. Viski Károly a dió szimbolikája kapcsán említi.

## Külső hivatkozások
- Hivatalos oldal
- A község Szlovákia térképén
- Községinfó
- E-obce.sk[halott link]